# Kokwaterniony
Kokwaterniony (ang. coquaternions, split-quaternions – kwaterniony rozdzielne) – grupa liczb hiperzespolonych o postaci
{\displaystyle q=w+xi+yj+zk,\quad w,x,y,z\in R}
przy czym {\displaystyle ij=k=-ji,\quad jk=-i=-kj,\quad ki=j=-ik} oraz {\displaystyle i^{2}=-1,\quad j^{2}=+1,\quad k^{2}=+1.}
Podobnie jak kwaterniony Hamiltona kształtują czterowymiarową rzeczywistą przestrzeń wektorową wyposażoną w działanie mnożenia. W przeciwieństwie do nich zawierają nilpotenty, dzielniki zera i nietrywialne idempotenty. Jako struktura matematyczna tworzą algebrę nad liczbami rzeczywistymi.
Kokwaterniony zostały wprowadzone przez Jamesa Cockle'a w 1849 na łamach Philosophical Magazine.